# Знак «Остров Уэйк»
Знак «Остров Уэйк» (англ. Wake Island Device) или Серебрёная «W» (англ. Silver "W") — дополнительный знак награды (англ. award device) вооружённых сил США. Вручается в виде медальной планки к экспедиционным медалям ВМС и Корпуса морской пехоты.
Для награждения знаком «Остров Уэйк» военнослужащий должен был быть награждённым либо Экспедиционной медалью ВМС, либо Экспедиционной медалью морской пехоты и служить на острове Уэйк в период с 7 по 22 декабря 1941 года в ходе обороны острова.
Только 449 военнослужащих Корпуса морской пехоты и 68 военнослужащих ВМС имели право на награду, что делает её одной из самых редких военных наград США (для сравнения, во время Второй мировой войны было 472 награждённых Медалью Почёта).

## Описание
Знак представлен в виде зажима (медальной планки) с надписью «Wake Island» (с англ. — «Остров Уэйк»), расположенного в центре верхней части медали. При ношении Экспедиционной медали в виде планки, надпись «Wake Island Device» (с англ. — «Знак «Остров Уэйк»») обозначается серебряной буквой «W», расположенной в центре ленты.